# 三浦潤
三浦 潤（みうら じゅん、1946年8月5日 - ）は、日本の裁判官、弁護士。神戸地方裁判所長を経て、大阪高等裁判所部総括判事を最後に定年退官後、関西大学法科大学院教授を務めた。

## 人物・経歴
北海道出身。北海道大学法学部法律学科卒業。北海道大学大学院法学研究科修士課程修了。1971年旧司法試験合格。2005年岡山家庭裁判所長。2007年神戸地方裁判所長。2008年大阪高等裁判所部総括判事。2011年関西大学法科大学院教授。2016年兵庫県弁護士会弁護士登録。